# ألفرد كون
ألفرد كون (بالألمانية: Alfred Kohn) هو عالم نمساوي، ولد في 1867، وتوفي في 1959 في براغ في التشيك.